# 两岸关系杂志社
《两岸关系》杂志社，成立于1997年7月，是中共中央台湾工作办公室（中华人民共和国国务院台湾事务办公室）的下属事业单位，由海峡两岸关系协会主办、由国务院台湾事务办室主管，以宣传中共对台政策、促进两岸交流为办社宗旨。 

## 概述
杂志社主要工作是编辑出版《两岸关系》、《台湾工作通讯》杂志，编撰出版《台湾工作年鉴》，举办两岸文教新闻交流活动，组织基层对台工作经验交流，联系中央及地方涉台媒体开展对台宣传工作，编辑出版相关涉台书刊等。
现任社长为原海峡两岸关系协会副会长张铭清。